# Al-Mutalammis
Jarīr b. ʿAbd al-Masīḥ, detto al-Mutalammis (in arabo ﺟﺮﻳﺮ ﺑﻦ ﻋﺒﺪ ﺍﻟﻤﺴﻴﺢ, ﺍﻟﻤﺘﻠﻤﺲ ‎?; ... – Bosra, 580), è stato un poeta arabo cristiano della tribù dei B. Dubayʿa.

## Biografia
Zio materno di Ṭarafa b. al-ʿAbd, frequentò con lui la corte lakhmide di al-Ḥīra, per lucrare i favori del sovrano ʿAmr b. Hind (r. 554-569), assai sensibile come tutti i potenti alle prezzolate lodi che normalmente intessevano i poeti per godere dei loro benefici materiali.
Avendo in qualche modo offeso il re, fu incaricato da questi di recapitare una missiva al Governatore sasanide del Bahrain, che gli Arabi chiamavano Mukaʿbar.
Per puro caso, scoprì però che nella "perfida lettera" (qiṭṭ muḍallil) erano contenute precise istruzioni circa la condanna a morte che doveva essere comminata a lui e al nipote, con amputazione di mani e piedi e finale sepoltura da vivi.
Mentre il nipote non volle venir meno al suo impegno di quella missiva che si sarebbe rivelata per lui fatale, al-Mutalammis s'indirizzò a nord, nel Bilād al-Shām, dove visse il resto della sua esistenza e dove morì.
Di lui si ricordano pochi versi sopravvissuti, tra cui quelli che descrive un viandante perdutosi nella bādiya (steppa desertica):
(Trad. di Francesco Gabrieli, La letteratura araba, Firenze, Sansoni, 1967, p. 45.)